# مهاجمان زمان
مهاجمان زمان (به چینی: 盗墓笔记) یک فیلم فانتزی، اکشن و ماجراجویانه چینی محصول سال ۲۰۱۶ به کارگردانی دانیل لی با بازی جینگ بوران و لو هان است. این فیلم در ۵ اوت ۲۰۱۶ در چین منتشر شد.

## داستان
یک نویسنده به دنبال نوشتن کتابش، به یک عتیقه فروشی قدیمی که صاحب آن شخصی به نام وو ژی می‌باشد می‌رود. وو قصد ترک شهر را دارد، اما قبل از رفتن، او داستانی از افراد ماجراجوی خانواده‌اش را بیان می‌کند. داستانی به ظاهر خیالی که در مورد یک جنگجو و یک تام ریدر است که با هم همکاری می‌کنند تا یک موجود باستانی و خطرناک را را نابود کنند. نویسنده پس از شنیدن این داستان که خود وو به او گفته بود این تنها یک داستان فانتزی است، شک می‌کند که آیا این ماجرا حقیقت دارد یا تنها داستانی سرگرم‌کننده است. تا اینکه…

## فروش فیلم
این فیلم ۵٫۸ میلیون دلار در پیش‌نمایش پنج‌شنبه، ۲۴٫۱ میلیون دلار در روز افتتاحیه و ۷۰٫۸ میلیون دلار در آخر هفته افتتاحیه (۶۴٫۶ میلیون دلار بدون پیش‌نمایش) کسب کرد که در جایگاه اول باکس آفیس چین قرار گرفت. همچنین این فیلم در آی‌مکس عملکرد فوق‌العاده‌ای داشت.